# Manta (Italia)
Manta (La Manta in piemontese) è un comune italiano di 3 850 abitanti della provincia di Cuneo in Piemonte.

## Monumenti e luoghi d'interesse

### Castello della Manta

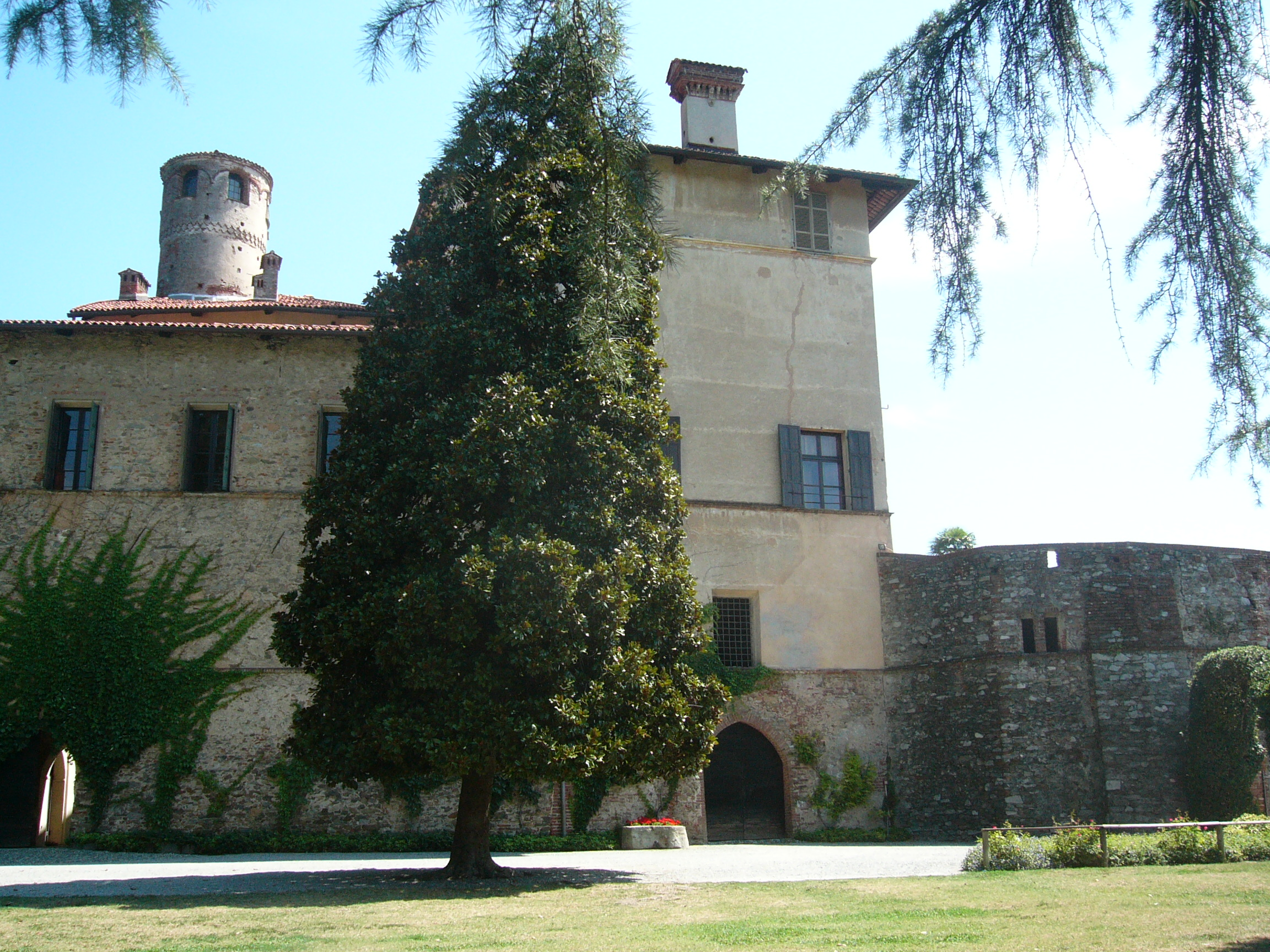
Prospetto principale del castello di Manta

Sul luogo dove sorge il castello della Manta, nel XII secolo esisteva già una struttura fortificata poi acquisita dai marchesi di Saluzzo.
Nel XV secolo grazie a Valerano la fortezza si trasformò in una corte a castello, grazie anche all'intervento degli artisti chiamati a decorarla.
La sala baronale presenta affreschi del Maestro del Castello della Manta, ispirati dal romanzo cortese Chevalier Errant, con il ciclo dei Nove Eroi e delle Nove eroine e con la scena della Fonte della Giovinezza.
Poco distante dal castello - che fa parte del sistema storico-museale dei "Castelli Aperti" del Basso Piemonte - sorge Villa Belvedere di Saluzzo, già casina di caccia dei marchesi di Saluzzo.

### Chiesa di Santa Maria al Castello
La Chiesa castellana custodisce al suo interno due ambienti riferibili, ai due monumenti più significativi della decorazione pittorica del castello. Nell'abside si trova un ciclo di affreschi raffiguranti episodi della vita di Cristo, ascrivibile agli stessi decenni della realizzazione dei dipinti del salone baronale. La cappella funeraria di Michelantonio ha, invece, la medesima decorazione a stucco e affreschi di stampo manieristico degli ambienti dell'appartamento di Michelantonio ed è dovuta probabilmente alle stesse maestranze.

### Chiesa di Santa Maria del Monastero (ex priorato benedettino di Santa Maria)
Opera dei monaci benedettini dell'abbazia di san Dalmazzo di Pedona (oggi Borgo San Dalmazzo) (sec. X-XI), in stile romanico-bizantino.

### Santuario di San Leone Magno
Il santuario si trova sulla collina che divide il territorio di Manta da Saluzzo. Costruita nel XII secolo, cessò di servire come parrocchia nel 1528.

### Chiesa di San Rocco
Sorge nel medesimo borgo, e fu costruita nel 1631 come voto dopo la peste.

## Società

### Evoluzione demografica
Abitanti censiti

### Etnie e minoranze straniere
Secondo i dati Istat al 31 dicembre 2017, i cittadini stranieri residenti a Manta sono 335, così suddivisi per nazionalità, elencando per le presenze più significative:
1. Albania, 164
2. Romania, 71
3. Cina, 31

## Infrastrutture e trasporti
La stazione ferroviaria di Manta, attivata nel 1892 sorge lungo la ferrovia Savigliano-Saluzzo-Cuneo. La linea ferroviaria è stata soppressa nel 2012. Dal 27 gennaio 2025, la Regione Piemonte e l'Agenzia della mobilità piemontese hanno riattivato la tratta Savigliano-Saluzzo-Cuneo affidandola all'operatore privato Arenaways.
Tra il 1880 e il 1948 il comune fu servito altresì dalla tranvia Saluzzo-Cuneo.

## Amministrazione

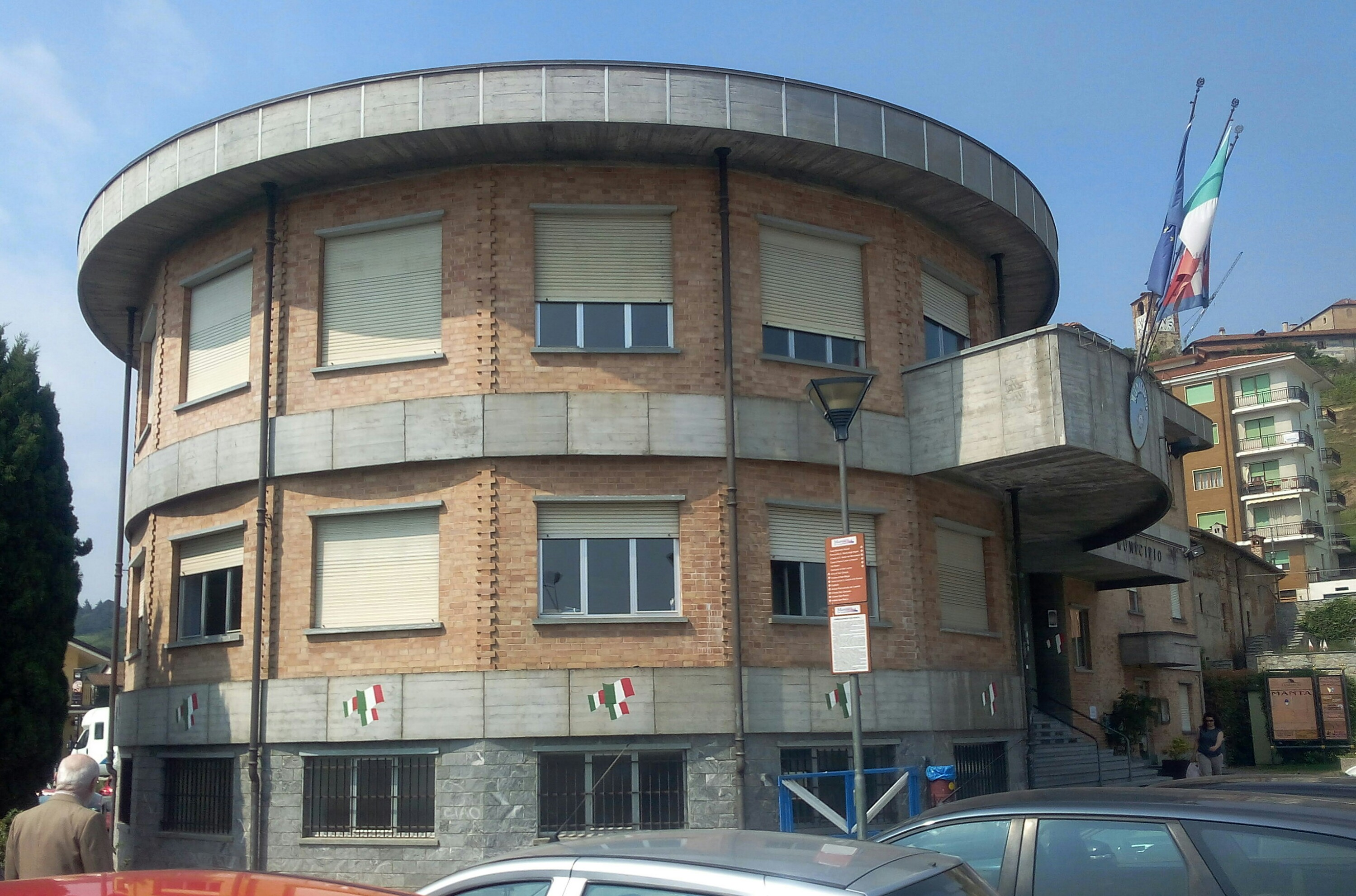
Manta (CN): il municipio

Di seguito è presentata una tabella relativa alle amministrazioni che si sono succedute in questo comune.
| Periodo         | Periodo        | Primo cittadino         | Partito                                        | Carica  | Note  |
| --------------- | -------------- | ----------------------- | ---------------------------------------------- | ------- | ----- |
| 19 gennaio 1988 | 1º giugno 1990 | Guido Sismondi          | Partito Socialista Italiano                    | Sindaco | [ 7 ] |
| 1º giugno 1990  | 24 aprile 1995 | Giovanni Quaglia        | -                                              | Sindaco | [ 7 ] |
| 24 aprile 1995  | 14 giugno 1999 | Roberto Signorile       | Partito Democratico della Sinistra             | Sindaco | [ 7 ] |
| 14 giugno 1999  | 14 giugno 2004 | Roberto Signorile       | Democratici di Sinistra                        | Sindaco | [ 7 ] |
| 14 giugno 2004  | 8 giugno 2009  | Angelo Giusiano         | lista civica                                   | Sindaco | [ 7 ] |
| 8 giugno 2009   | 26 maggio 2014 | Mario Guasti            | centro-destra                                  | Sindaco | [ 7 ] |
| 26 maggio 2014  | 27 maggio 2019 | Mario Guasti            | lista civica Rinnovamento nella tradizione     | Sindaco | [ 7 ] |
| 27 maggio 2019  | 8 giugno 2024  | Paolo Vulcano           | lista civica Rinnovamento nella tradizione 2.0 | Sindaco | [ 7 ] |
| 9 giugno 2024   | in carica      | Ivana Margherita Casale | lista civica Siamo Manta                       | Sindaco | [ 7 ] |